# Gościno Żalno
Gościno Żalno – zlikwidowany przystanek kolei wąskotorowej (Kołobrzeska Kolej Wąskotorowa) w Gościnie, w województwie zachodniopomorskim, w Polsce.